# Astragalus chrysostachys
Astragalus chrysostachys är en ärtväxtart som beskrevs av Pierre Edmond Boissier. Astragalus chrysostachys ingår i släktet vedlar, och familjen ärtväxter. Inga underarter finns listade i Catalogue of Life.